# Assedi di Ceuta
Gli assedi di Ceuta (detti anche separatamente Assedio di Ceuta del 1694 - 1720 e Assedio di Ceuta del 1721 - 1727 oppure complessivamente Assedio dei Trent'anni) furono due assedi che ebbero luogo in gran parte del loro svolgimento nel corso della guerra di successione spagnola tra il Regno di Spagna ed i mori del Marocco, dal 1694 al 1720 e dal 1721 al 1727, presso la fortezza di Ceuta.

## Antefatto
Muley Isma'il era riuscito a creare un nuovo Stato in grado di rivaleggiare con le potenze europee in Nord Africa, oltre che con l'Impero ottomano, nell'attuale Algeria. Le sue forze avevano catturato La Mámora, Tangeri, Larache e per ultima (1691) Arzila. Nel 1694 diede al governatore Ali ben Abdala il compito di conquistare Ceuta.

## Il primo assedio
Dopo l'occupazione dell'aperta campagna attorno a Ceuta, le truppe del sultano iniziarono a costruire delle strutture ed a coltivare terre per autosostenersi. Il governatore di Ceuta chiese alla corte di Madrid aiuto per fronteggiare questo pericolo. Vennero inviate delle truppe dall'Andalusia e dal Portogallo, ma l'arrivo di quest'ultimo contingente fu causa di frizioni con la popolazione locale. Per decenni, infatti, Ceuta era stata nelle mani dei portoghesi e gli abitanti erano contrari ad un intervento portoghese in loco per paura che il Portogallo potesse in qualche modo reclamare una sovranità sul territorio. Le truppe portoghesi vennero quindi ritirate senza combattere.
Durante l'intero periodo vi furono dei bombardamenti che fecero perdere alcune porzioni delle mura cittadine. Nel luglio del 1695 durante una giornata di intensa nebbia - comune nell'estate a Ceuta – le truppe marocchine condussero un attacco a sorpresa alla guardia spagnola. Gli assedianti conquistarono la piazza centrale (Plaza de Armas) e quanti non riuscirono a fuggire dal ponte levatoio vennero uccisi in battaglia o morirono gettandosi nel fossato sottostante le mura nel tentativo di scappare. Un successivo contrattacco riportò la Plaza de Armas agli spagnoli.

### La cattura di Gibilterra
Nel 1704, inglesi e olandesi conquistarono Gibilterra. Questo fu un duro colpo per Ceuta, dal momento che Gibilterra era stata la principale via di riferimento per la penisola spagnola. Le comunicazioni tramite Tarifa diedero prova di essere sempre più difficoltose a causa dei forti venti dello Stretto di Gibilterra; altre città spagnole erano inaccessibili a causa della Guerra di successione spagnola.
Il 7 agosto di quell'anno il principe Giorgio d'Assia-Darmstadt inviò Juan Basset (un comandante militare spagnolo a supporto del candidato asburgico l'arciduca Carlo d'Austria come successore al trono spagnolo) a Ceuta con parte della flotta anglo-olandese, chiedendo alla città di arrendersi in nome dell'arciduca con la promessa che l'assedio avrebbe avuto termine. Il marchese di Gironella, governatore della città, e la popolazione si rifiutarono di arrendersi agli inglesi e rinforzarono la penisola di Almina per evitare i bombardamenti da parte della flotta. Gli inglesi non attaccarono dal momento che la flotta spostò il confronto con quella franco-spagnola (Battaglia di Malaga) col desiderio di riprendere Gibilterra.
Quando Gibilterra venne assicurata in mano agli inglesi, divenne fonte di rifornimenti per gli assedianti marocchini.

### L'arrivo del marchese di Lede

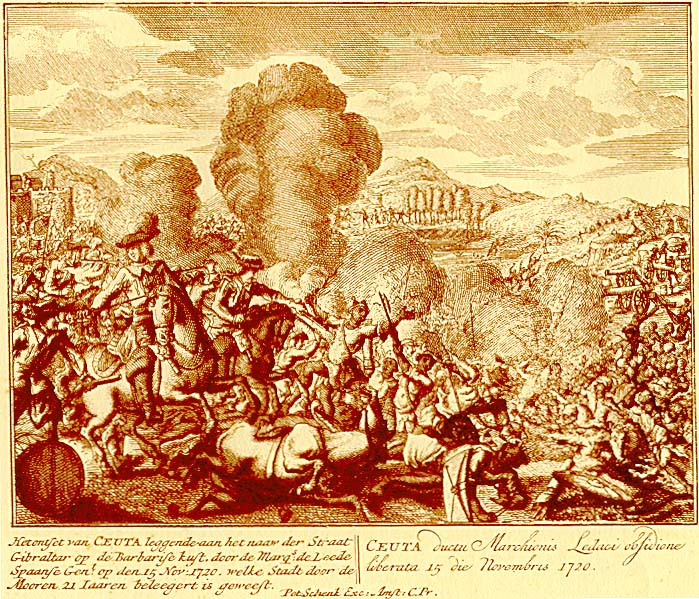
Il marchese di Lede dirige l'attacco agli assedianti.

Durante gli anni successivi l'assedio continuò con ben pochi risultati sino a quando nel 1720 non giunsero 16 000 soldati al comando di Jean François de Bette marchese di Lede. Queste truppe erano di ritorno dalla Guerra della Quadruplice alleanza, che in Spagna non aveva conseguito i risultati sperati. Dopo la perdita definitiva di tutti i territori spagnoli in Italia, Ceuta divenne una posizione di importanza strategica nel cordone difensivo spagnolo nel Mediterraneo. Il marchese lanciò una spedizione di successo contro gli assedianti che si ritirarono temporaneamente a Tétouan. Ad ogni modo, dopo lo scoppio di un'epidemia di peste alcuni mesi dopo nel 1721, il marchese decise di lasciare la città, non avendo alcuna prospettiva di catturare Tetuán o Tangeri.

## Il secondo assedio
Dopo che il marchese ebbe abbandonato la propria posizione, i marocchini ripresero immediatamente la città. Dal 1721 si aprì dunque un nuovo assedio con nuove battaglie che perdurarono sino alla morte di Muley Isma'il nel 1727 quando scoppiò una guerra di successione tra i figli del sultano che distolse l'attenzione dei marocchini dalla conquista di Ceuta. Il 22 aprile una spedizione inviata a Ceuta confermò che i marocchini avevano abbandonato l'avamposto.

## Conseguenze
Durante l'assedio, molte strutture vennero distrutte e ricostruite. Il quartiere di Almina, perlopiù disabitato dopo l'inizio del primo assedio, iniziò a ripopolarsi con la fine dell'attività bellica. Altro punto importante fu la perdita della cultura portoghese locale: la lingua e la monetazione portoghese vennero rimpiazzate da quelle spagnole. Molte furono le famiglie che lasciarono la città dopo il lungo assedio, in gran parte per l'origine andalusa dei soldati inviati a difendere la città.